# Thierry Delubac
Thierry Delubac (ur. 23 marca 1963 roku w Paryżu) – belgijski kierowca wyścigowy francuskiego pochodzenia.

## Kariera
Delubac rozpoczął karierę w wyścigach samochodowych w 1986 roku od startów we Francuskiej Formule Ford 1600, gdzie jednak nie zdobywał punktów. Rok później w tej samej serii był szósty. W późniejszych latach pojawiał się także w stawce Grand Prix Monako Formuły 3, Francuskiej Formuły 3, Formuły 3000 oraz Brytyjskiej Formuły 3000.
W Formule 3000 Belg startował w latach 1990-1991. Jednak w żadnym z dwóch wyścigów, w których wystartował, nie zdołał zdobyć punktów.